# غزاله صالحی‌پور
غزاله صالحی‌پور (زادهٔ ۱۴ آبان ۱۳۷۹) بازیکن فوتبال اهل ایران و عضو تیم ملی فوتبال زنان ایران است. او در لیگ برتر فوتبال زنان ایران در باشگاه‌های باشگاه فوتبال زنان ذوب‌آهن و باشگاه فوتبال زنان وچان حضور داشته‌است و هم اکنون در باشگاه فوتبال خوونتود تورمولینوس اسپانیا بازی می‌کند.

## زندگی
غزاله صالحی‌پور ۱۴ آبان ۱۳۷۹ در تهران زاده شد.

## فعالیت‌های ورزشی
وی از کودکی فوتبال را از تیم‌های پایه و نونهالان در کرج آغاز کرده و به‌طور حرفه ای از نوجوانی در تیم‌های مطرح بازی کرده‌است. او تاکنون در تیم‌های فوتبال زنان ذوب آهن و وچان و تیم ملی فوتبال نوجوانان و جوانان را در کارنامه ورزشی خود ثبت کرده‌است. صالحی‌پور که توانایی بازی در پست دفاع میانی و هافبک دفاعی را دارد.

### باشگاهی
او از سال ۱۳۹۵ تا شهریور ۱۴۰۰ در لیگ برتر ایران بازی کرده‌است. او در شهریور ۱۴۰۰ با قراردادی ۲ ساله به باشگاه اسپانیایی خوونتود تورمولینوس پیوست. باشگاه «خوونتود تورمولینوس» در منطقه مالاگا قرار دارد و تیم فوتبال زنان آن در سطح دوم لیگ آندلس اسپانیا شرکت کرده‌است.
- باشگاه فوتبال زنان آذرخش تهران
- باشگاه فوتبال زنان ذوب‌آهن[۷]
- باشگاه فوتبال زنان وچان[۷]
- باشگاه فوتبال خوونتود تورمولینوس[۹][۱۰][۱۱]

### تیم ملی
غزاله صالحی پور بازیکن تیم ملی فوتبال زنان ایران تجربه بازی در رده‌های سنی پایه تیم ملی را هم دارد.

## دستاوردها
- نایب‌قهرمانی آسیای مرکزی (کافا کاپ) - تیم ملی جوانان[۴]
- مقام سوم تورنمنت بین المللی سوچی روسیه - تیم ملی جوانان[۴]